# A woottoni kovácsmester
A woottoni kovácsmester (eredeti címe Smith of Wootton Major) John Ronald Reuel Tolkien 1967-ben megjelent kisregénye. Magyarul először 1994-ben jelent meg.
Eredetileg George MacDonald egyik történetéhez készült előhangként, de hamar teljes történetté nőtte ki magát. Gyakran jelentetik meg egy kötetben Tolkiennek A sonkádi Egyed gazda című művével, bár a két történet nem áll kapcsolatban egymással. A woottoni kovácsmester nem kötődik Tolkien leghíresebb művéhez, A Gyűrűk Ura-mondakörhöz sem.

## Magyarul
- A wootton-i kovácsmester; ford. Németh Anikó; Fátum-ars, Bp., 1994
- A woottoni kovácsmester; ford. Békési József; Szukits, Szeged, 2002